# Bolszoje Sołdatskoje
Bolszoje Sołdatskoje (ros. Большое Солдатское) – wieś (ros. село, trb. sieło) w zachodniej Rosji, centrum administracyjne rejonu bolszesołdatskiego i sielsowietu bolszesołdatskiego w obwodzie kurskim.

## Geografia
Wieś położona jest 78 km od Kurska i 20 km od najbliższej stacji kolejowej w Sudży. W jej centrum jest cerkiew. Przez wieś płynie rzeka Sudża.
W ramach wsi znajdują się ulice: 40-lecia Zwycięstwa, 60-lecia Października, 70-lecia Zwycięstwa, 8 Marca, Gagarina, Gorianka, Grigorjewa, Zawodskaja, Zielenaja, Kooperatiwnaja, Mira, Mołodiożnaja, Olimpijskaja, Pionierskaja, Pocztowaja, Sadowaja, Sowietskaja.

## Historia
Powstanie wsi wiąże się z założeniem twierdzy „Sudża”, której budowę zakończono w 1664 roku. Z obawy przed Tatarami, celem ochrony i szybkiego ostrzegania o natarciu, przed twierdzę wysyłani byli żołnierze. Właśnie z tych posterunków wojskowych powstała wieś Bolszoje Sołdatskoje. Weszła w skład sudżańskiego ujezdu bolszesołdatskiego wołostu. W 1862 roku wieś składała się z 200 gospodarstw, w których mieszkało 775 mężczyzn i 765 kobiet. Stan na 1901 to: 1151 mężczyzn i 1153 kobiety.

## Demografia
W 2010 r. miejscowość zamieszkiwało 2681 osób.